# Shelley Conn
Shelley Deborah Conn (Barnet, 21 september 1976) is een Brits actrice. Zij speelde in diverse films en series, waaronder Charlie and the Chocolate Factory, Mistresses en Alex Rider.

## Filmografie

### Film
- 2000: Maybe Baby, als verpleegster
- 2002: Possession, als Candi
- 2005: Charlie and the Chocolate Factory, als prinses Pondicherry
- 2005: Ripley Under Ground, als Honey
- 2006: L'Entente cordiale, als Punam
- 2006: Nina's Heavenly Delights, als Nina Shah
- 2007: Love Story, als Sara
- 2008: New Town Killers, als Julie Stewart
- 2010: How Do You Know, als Terry
- 2012: Catalyst, als Mia
- 2014: Film: The Movie, als Preea Vasami
- 2018: Malevolent, als professor Samantha Harlow
- 2020: Love Sarah, als Isabella
- 2021: Fellow Creatures, als "De vreemde"

### Televisie
- 2000: The Last Musketeer, als Uzma
- 2000: City Central, als Naz
- 2000: Attachments, als Carrie Knowles
- 2000-2002: Casualty, als Daljit Ramanee
- 2001: Hawkins, als Sharim Raziq
- 2001: Mersey Beat, als Miriam Da Silva
- 2002: Man and Boy, als Jasmin
- 2002: Bodily Harm, als Tanika
- 2003: Second Generation, als Amba
- 2005: Down to Earth, als Kerry Jamil
- 2005: Transit, als Asha
- 2006: Blue Murder, als Emily Saunders
- 2006-2007: The Innocence Project, als Dr. Eve Walker
- 2007: Party Animals, als Ashika Chandiramani
- 2008-2010: Mistresses, als Jessica Fraser
- 2008: Trial and Retribution, als Neelah Sahjani
- 2008: The Palace, als Miranda Hill
- 2008: 10 Days to War, als Eesha
- 2008: Raw, als Tanya
- 2008: Dead Set, als Claire
- 2010: The Persuasionists, als Tamsin
- 2010: Strike Back, als Danni Prendiville
- 2011: Marchlands, als Nisha Parekh
- 2011: Terra Nova, als Dr. Elisabeth Shannon
- 2012: Silent Witness, als Connie James
- 2013: Heading Out, als Eve
- 2013: By Any Means, als Jessica Jones
- 2014: 24: Live Another Day, als Helen McCarthy
- 2014: The Lottery, als Gabrielle Westwood
- 2015: W1A, als Azia Zamani
- 2016: Heartbeat, als Millicent Patel
- 2017: Back, als Annie
- 2017-2020: Liar, als Vanessa Harmon
- 2018: Sky Comedy: Sindhu Vee's Live and Let Love, als Gita
- 2019: Death in Paradise, als Marina Shepherd
- 2019: Deep State, als Nicole Miller
- 2019: Four Weddings and a Funeral, als Liz
- 2019: The Rook, als Danielle Wulf
- 2020: The Deceived, als Ruth
- 2021: Star Stabel: Mistfall, als Sigry Varanger
- 2021: McDonald & Dodds, als Hilary O'Doyle
- 2021: The Irregulars, als Dion Cross
- 2021: Dodo, als directrice / mevrouw Sidiqui
- 2021: Four Lives, als Nadia Persaud
- 2022: Bridgerton, als Lady Mary Sheffield Sharma
- 2023: Good Omens, als Beelzebub
- 2023: Gen V, als Indira Shetty
- 2024: Alex Rider, als Laura Kellner
- 2024-2025: Wisting, als Harriet Dunn